# Clovis Cornillac
Pour les articles homonymes, voir Cornillac.
Clovis Cornillac est un acteur et réalisateur français né le 16 août 1968 à Lyon.
Fils des acteurs Myriam Boyer et Roger Cornillac, il se fait principalement connaître pour ses nombreux rôles dans les comédies.

## Biographie

### Jeunesse
Fils du metteur en scène Roger Cornillac et de l’actrice Myriam Boyer, il est le demi-frère du metteur en scène Arny Berry et le frère d’Élisa Cornillac, administratrice de théâtre,,.

### Carrière

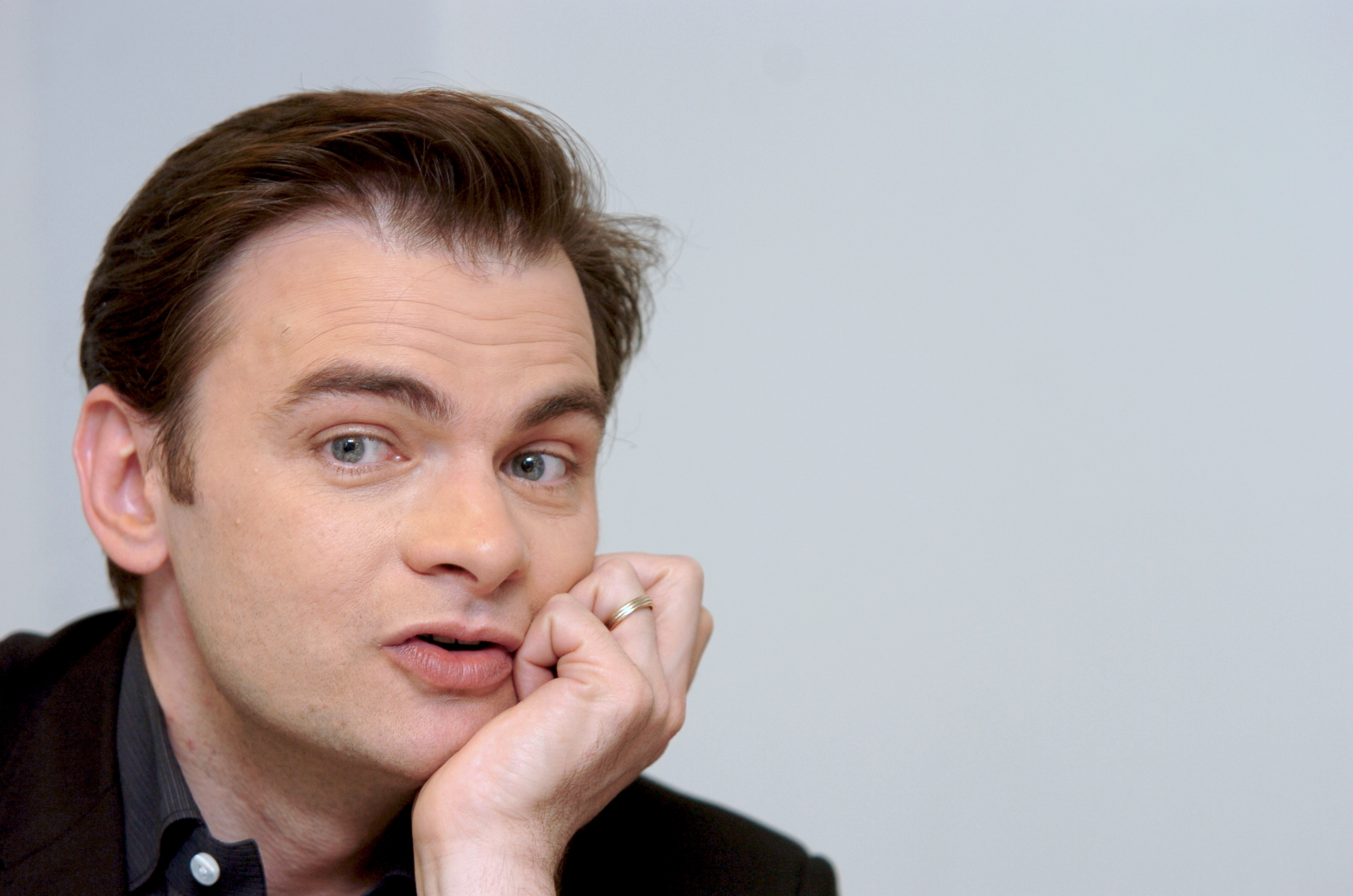
Clovis Cornillac, le 18 mars 2008 à Paris.

Clovis Cornillac commence sa carrière à l'âge de treize ans, en tournant avec sa mère dans un feuilleton en quatre épisodes diffusé à la télévision en mars 1982 : L'Enfance de Pierrot. À l'âge de quatorze ans, il quitte la maison familiale pour apprendre le théâtre. Il commence par faire du théâtre de rue, énormément de théâtre subventionné et passe des castings. Il prend également des cours de chant.
Clovis Cornillac débute au cinéma en 1985 dans Hors-la-loi, de Robin Davis où il a un des rôles principaux de jeune délinquant. À la suite de ce film, Dominique Besnehard, découvreur de talents du cinéma français, l'envoie se présenter à Peter Brook aux Théâtre des Bouffes du Nord. Il y est engagé, pour plusieurs mois, dans la pièce Le Mahâbharata. Par la suite, il enchaîne rôle sur rôle, comme celui d'un héroïnomane dans un épisode de Pause-café pause-tendresse, en compagnie de sa mère Myriam Boyer (qui joue le rôle de sa mère dans l'épisode).
Parmi les rôles marquants de Clovis Cornillac, on peut signaler : dans Karnaval de Thomas Vincent, il est le compagnon de Sylvie Testud, pour un rôle qui lui vaudra une nomination pour le César du meilleur espoir masculin 2000, césar qu'il décroche en 2004 pour son rôle de Kevin dans Mensonges et trahisons et plus si affinités de Laurent Tirard, où il campe avec brio un footballeur ; dans le film à succès Brice de Nice, il est Marius Lacaille ; dans la version cinéma des Brigades du tigre, il est le commissaire Paul Valentin (après Jean-Claude Bouillon dans la série). Sans oublier sa prestation dans le film de Jean-Pierre Jeunet Un long dimanche de fiançailles.
Clovis Cornillac reprend, après Christian Clavier dans Astérix et Obélix contre César et Astérix et Obélix : Mission Cléopâtre, le rôle d'Astérix dans Astérix aux Jeux olympiques aux côtés d'Obélix/Gérard Depardieu. Le film est un échec critique mais non public, bien que la prestation de Cornillac ne soit pas trop mise en cause. Il est toutefois remplacé dès le film suivant, Astérix et Obélix : Au service de Sa Majesté, par Édouard Baer.
Travailleur acharné, adorant « préparer » ses rôles dans le détail, Clovis Cornillac se distingue dans le cinéma français par les énormes changements physiques, apprentissages ou autres qu'il fait volontiers pour ses rôles et les nombreux régimes, entraînements, recherches et autres pratiques extrêmes ou tout simplement très détaillées auxquelles il s'astreint pour y parvenir.

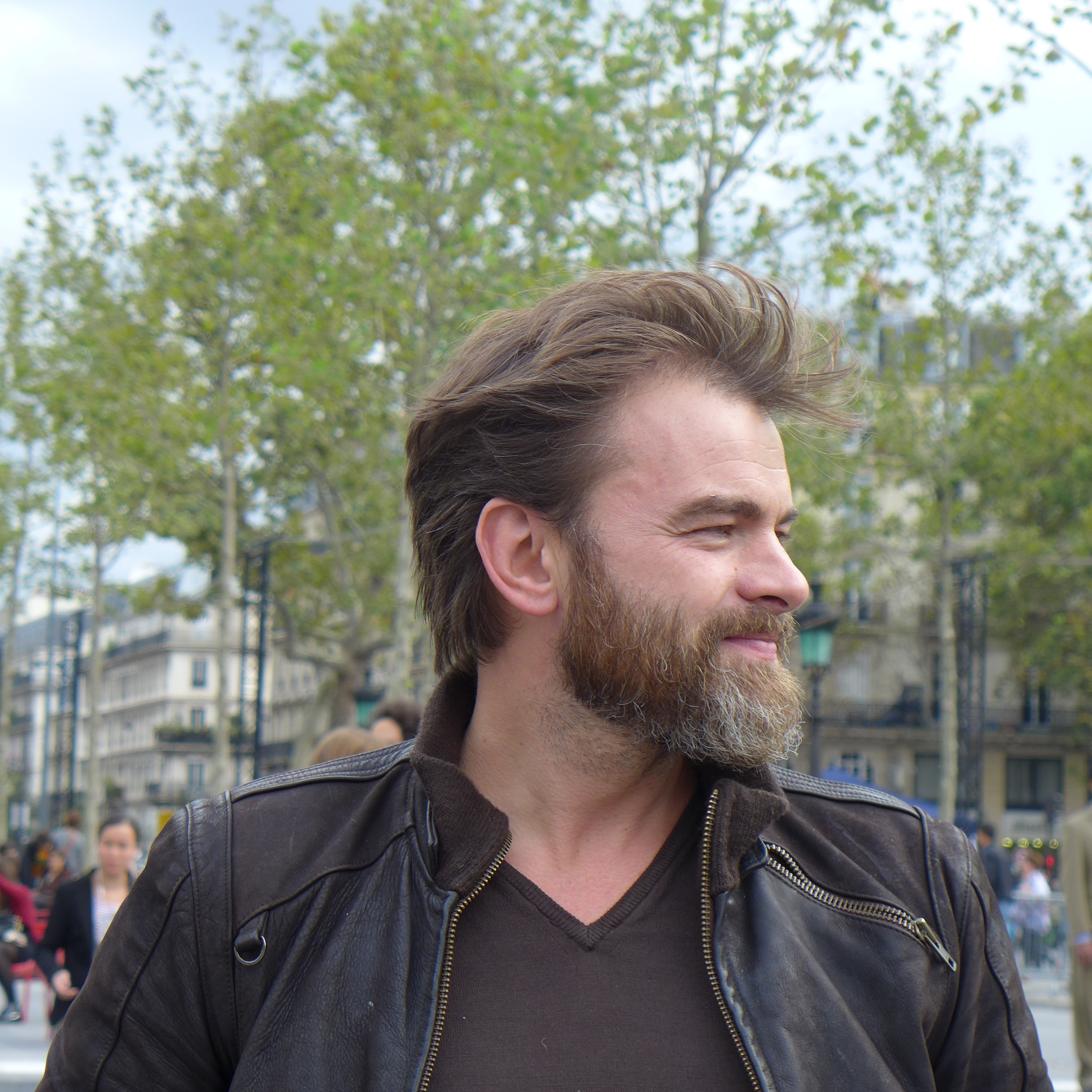
Clovis Cornillac le 5 octobre 2013, place de la République à Paris

Lors de la 22e nuit des Molières, le 28 avril 2008, Clovis Cornillac était président d'honneur, avec la comédienne Barbara Schulz.
Le 6 mai 2015, son premier film en tant que réalisateur intitulé Un peu, beaucoup, aveuglément sort dans 243 salles de cinéma françaises,.
Il joue l'un des rôles principaux dans le film d'Artus mettant en scène des handicapés, Un p'tit truc en plus,. Le film obtient un large succès, dépassant les dix millions d'entrées, une première pour un film français depuis 10 ans.

### Vie privée
De 1994 à 2010, Clovis Cornillac a été marié avec l'actrice Caroline Proust, avec laquelle il a eu en 2001 des jumelles, Lily et Alice.
Depuis 2009, il est en couple avec la comédienne Lilou Fogli qu'il épouse le 30 août 2013. Ils ont un enfant, Nino, né le 28 mai 2013.

### Autres
- Dans Le Village sur la colline, diffusé en 1982 à la télévision, où il joue pour la première fois, on retrouve sa mère, Myriam Boyer qui interprète le rôle principal, mais aussi sa grand-mère, Berthe Castoldi, comédienne non professionnelle, laquelle interprète le rôle de Myriam Boyer âgée[16].
- Clovis Cornillac est actionnaire de l'Olympique lyonnais depuis janvier 2007[17].
- En octobre 2008, il a inauguré à Lyon, JoFé, son restaurant aux influences méditerranéennes (coassociés avec son ex-beau-frère et son ex-belle-sœur)[18], qui a fermé ses portes au printemps 2011[19].
- Il est nommé officier dans l'Ordre des Arts et des Lettres en janvier 2010[20].
- Il est membre du Jury du festival Séries Mania en 2018.
- Depuis 2018, le groupe de rap Les Écrevisses Cornillac porte son nom en son honneur.
- Il boxe jusqu'à ses 42 ans.

## Filmographie

### En tant qu’acteur

#### Cinéma

##### Longs métrages
- 1985 : Hors-la-loi de Robin Davis : Roland
- 1987 : L'Insoutenable Légèreté de l'être (The unbearable lightness of being) de Philip Kaufman : Homme bar
- 1987 : Il y a maldonne de John Berry : Marco
- 1987 : Les Années sandwiches de Pierre Boutron : Bouboule
- 1989 : Suivez cet avion de Patrice Ambard : Le stagiaire
- 1989 : Le Trésor des îles Chiennes de F. J. Ossang : Rubio
- 1992 : Pétain de Jean Marbœuf : François
- 1994 : Les Amoureux de Catherine Corsini : Charmillet
- 1995 : Marie-Louise ou la Permission de Manuel Flèche : Bob
- 1997 : Ouvrez le chien de Pierre Dugowson : Thomas
- 1998 : La Mère Christain de Myriam Boyer : Le Ziquet
- 1998 : Karnaval de Thomas Vincent : Christian
- 2001 : Grégoire Moulin contre l'humanité d'Artus de Penguern : Jacky
- 2001 : Une affaire qui roule d'Éric Veniard : Jean-Jacques Roux
- 2001 : Carnages de Delphine Gleize : Alexis
- 2002 : Une affaire privée de Guillaume Nicloux : Freddy
- 2002 : Maléfique d'Éric Valette : Marcus
- 2003 : Vert paradis d'Emmanuel Bourdieu : Simon
- 2003 : À la petite semaine de Sam Karmann : Didier
- 2003 : Après la pluie, le beau temps de Nathalie Schmidt : Dubel
- 2003 : Mariées mais pas trop de Catherine Corsini : Alexis Dervin
- 2003 : Je t'aime, je t'adore de Bruno Bontzolakis : David
- 2004 : Malabar Princess de Gilles Legrand : Pierre
- 2004 : La Femme de Gilles de Frédéric Fonteyne : Gilles
- 2004 : Mensonges et trahisons et plus si affinités... de Laurent Tirard : Kevin
- 2004 : Un long dimanche de fiançailles de Jean-Pierre Jeunet : Benoît Notre-Dame, alias Cet Homme
- 2005 : Au suivant ! de Jeanne Biras : Bernard
- 2005 : Brice de Nice de James Huth : Marius
- 2005 : Les Chevaliers du ciel de Gérard Pirès : Capitaine Sébastien 'Fahrenheit' Vallois
- 2005 : Le Cactus de Gérard Bitton et Michel Munz : Patrick Machado
- 2006 : Les Brigades du Tigre de Jérôme Cornuau : Commissaire Valentin
- 2006 : Poltergay d'Éric Lavaine : Marc Modena
- 2006 : Le Serpent d'Éric Barbier : Joseph Plender
- 2007 : Scorpion de Julien Seri : Angelo
- 2007 : Eden Log de Franck Vestiel : Tolbiac
- 2008 : Astérix aux Jeux Olympiques de Frédéric Forestier et Thomas Langmann : Astérix
- 2008 : Le Nouveau Protocole de Thomas Vincent : Raoul Kraft
- 2008 : Cash d'Éric Besnard : Solal
- 2008 : Faubourg 36 de Christophe Barratier : Milou
- 2009 : Bellamy de Claude Chabrol : Jacques Lebas
- 2009 : La Sainte Victoire de François Favrat : Xavier Alvarez
- 2010 : Protéger et servir d'Éric Lavaine : Kim Houang
- 2010 : L'amour, c'est mieux à deux de Dominique Farrugia et Arnaud Lemort : Michel
- 2010 : 600 kilos d'or pur d'Éric Besnard : Virgil
- 2011 : Requiem pour une tueuse de Jérôme Le Gris : Rico
- 2011 : Une folle envie de Bernard Jeanjean : Yann Le Guellec
- 2011 : Monsieur Papa de Kad Merad : Vidal
- 2011 : Dans la tourmente de Christophe Ruggia : Franck
- 2012 : Radiostars de Romain Levy : Arnold
- 2012 : Mes héros d'Éric Besnard : Maxime
- 2013 : La Grande Boucle de Laurent Tuel : François Nouel
- 2015 : Un peu, beaucoup, aveuglément de lui-même : Machin
- 2016 : Brice 3 de James Huth : Marius
- 2017 : Belle et Sébastien 3 : Le Dernier Chapitre de lui-même : Joseph
- 2018 : Les Chatouilles d'Andréa Bescond et Éric Métayer : Fabrice
- 2020 : Les Vétos de Julie Manoukian : Nico
- 2020 : L'Aventure des Marguerite de Pierre Coré : Laurent / Marcel
- 2020 : Comment je suis devenu super-héros de Douglas Attal : Gigaman
- 2021 : Kaamelott : Premier Volet d'Alexandre Astier : Quarto
- 2021 : Si on chantait de Fabrice Maruca : Jean-Claude
- 2021 : L'Ombre d'un mensonge de Bouli Lanners : Benoît
- 2021 : C'est magnifique ! de lui-même : Pierre Feuillebois
- 2022 : Couleurs de l'incendie de lui-même : Lucien Dupré
- 2022 : Les Têtes givrées de Stéphane Cazes : Alain Faillet
- 2023 : Monsieur le Maire de Karine Blanc et Michel Tavares : Paul Barral
- 2024 : Un p'tit truc en plus d'Artus : la Fraise / Orpi
- 2024 : Le Larbin de Alexandre Charlot et Franck Magnier : Chris Palmer
- 2024 : La Réparation de Régis Wargnier : Pascal Jankovski
- 2025 : Des jours meilleurs de Elsa Bennet et Hyppolyte Dard : Denis
- 2025 : Vacances forcées de Stéphan Archinard et François Prévôt-Leygonie : Cyril
- 2025 : Kaamelott : Deuxième volet partie 1 d’Alexandre Astier : Quarto

##### Courts métrages
- 1991 : Trois Nuits de Jean-Luc Annest
- 1993 : Traverser le jardin de Dominique Cabrera
- 1994 : Zucker 3 – Mouvement de troupes de Pierre Dugowson
- 1994 : Les Mickeys de Thomas Vincent
- 1995 : Liens de sang d'Hervé Gamondes
- 1995 : Bons Baisers de Suzanne dans la série Mondo Kino : de Christian Merret-Palmair
- 1997 : Résistances de Vincent Bataillon
- 2001 : Tea Time de Philippe Larue, grand prix 2001 du court métrage de Cognac, rôle d'Alex.
- 2001 : Bois ta suze d'Emmanuel Silvestre et Thibault Staib
- 2004 : Close-Up de Claude Farge
- 2004 : Grossesse nerveuse de Maxime Sassier

#### Télévision

##### Téléfilms
- 1982 : Le Village sur la colline d'Yves Laumet : Laurent
- 1982 : Tu peux toujours faire tes bagages de Jacques Krier
- 1984 : La Mèche en bataille de Bernard Dubois : Antoine
- 1990 : Légitime Défense de John Berry
- 1991 : Les Dessous de la passion de Jean Marbœuf
- 1992 : Bonne chance Frenchie d'Alain Bonnot
- 1993 : Un été à l'envers de Roger Guillot
- 1994 : La Bavure d'Alain Tasma
- 1994 : L'Inculpé de Serge Leroy
- 1995 : Le Localier d'Yves Amoureux
- 1995 : Théo la tendresse d'Yves Amoureux
- 1996 : Billard à l'étage de Jean Marbœuf
- 1998 : L'Échappée de Roger Guillot
- 1998 : Parents à mi-temps n°2 de Caroline Huppert
- 1999 : Les Vilains de Xavier Durringer
- 1999 : Sam d'Yves Boisset
- 1999 : L'Amour prisonnier d'Yves Thomas
- 2001 : L'Île bleue de Nadine Trintignant
- 2003 : Orages de Peter Kassovitz
- 2005 : Gris blanc de Karim Dridi
- 2011 : Belmondo, itinéraire… de Vincent Perrot et Jeff Domenech : Témoignage
- 2011 : Mister Bob de Thomas Vincent : Bob Denard
- 2022 : Après le silence de Jérôme Cornuau

##### Séries télévisées
- 1989 : Pause café de Serge Leroy (épisode 3) : Cyrille Caput
- 1989 : Guillaume Tell (saison 3, épisode 1 Le Contact) : Edgard
- 1993 : Van Loc : un grand flic de Marseille (1 épisode)
- 1993 : Le juge est une femme (1 épisode)
- 1993 : Le JAP, juge d'application des peines (1 épisode)
- 1994 : Navarro de Tito Topin (S6E1) Freddy Brugel
- 1995 : Les Cordier, juge et flic de Fred Altzinger (saison 2, épisode 5)
- 2001-2004 : Central Nuit (saisons 1 à 3)
- 2014-2016 : Chefs (saisons 1 et 2) d'Arnaud Malherbe

### En tant que réalisateur
- 2015 : Un peu, beaucoup, aveuglément
- 2016 : Chefs (réalisation de 4 épisodes de la saison 2)
- 2017 : Belle et Sébastien 3 : Le Dernier Chapitre
- 2021 : C'est magnifique !
- 2022 : Couleurs de l'incendie

### Doublage

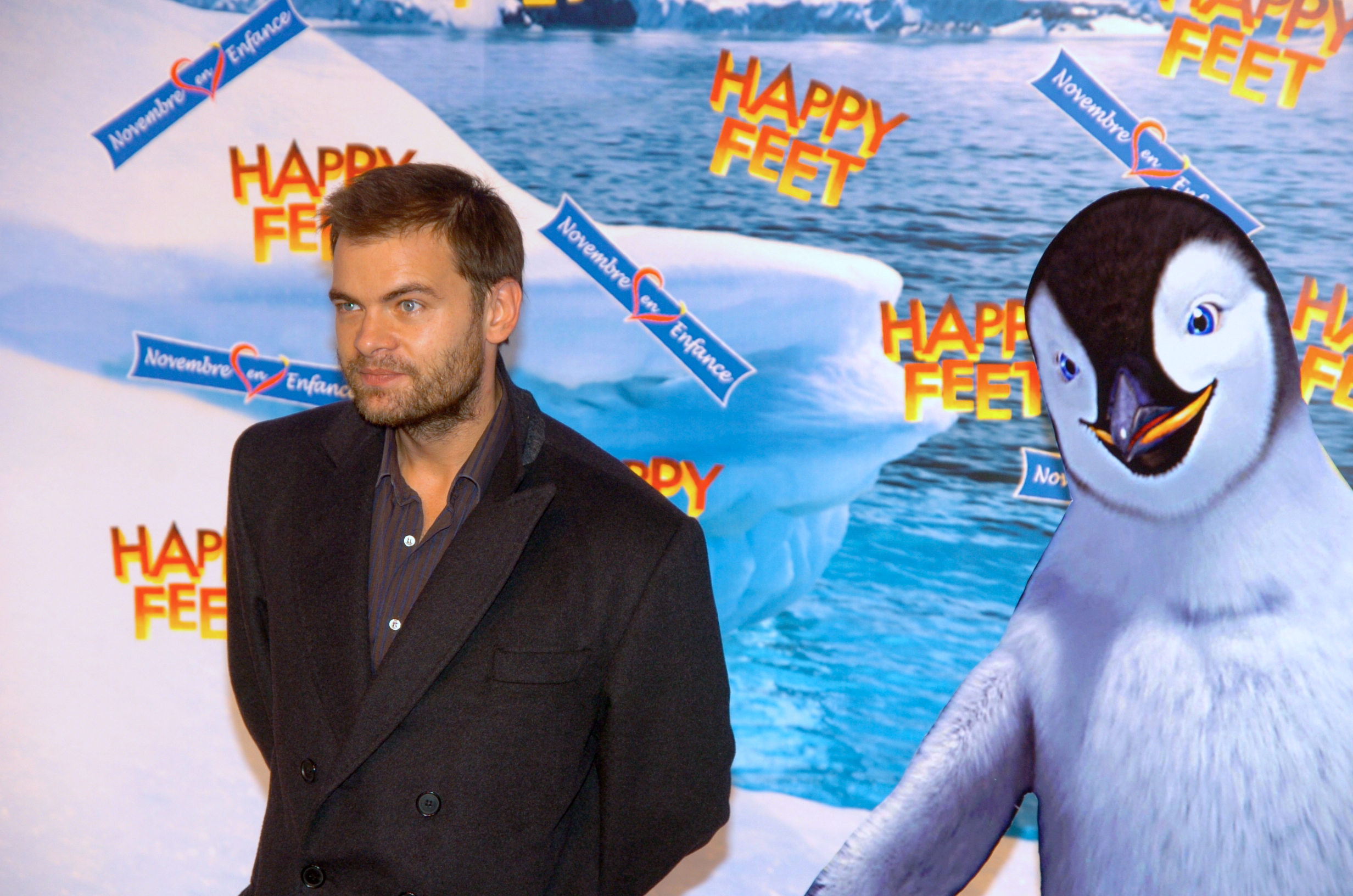
Clovis Cornillac le 26 novembre 2006 à l'avant-première parisienne du film d'animation Happy Feet.

- Clovis Cornillac le 26 novembre 2006 à l'avant-première parisienne du film d'animation Happy Feet.2006 : Nos voisins, les hommes : Riton, le raton-laveur[21]
- 2006 : Happy Feet : Mumble[22]
- 2007 : Tous à l'Ouest : Joe Dalton (création de voix)
- 2011 : Happy Feet 2 : Mumble
- 2017 : Sahara : Ver Luisant (création de voix)

## Théâtre
Il a joué dans plus d'une cinquantaine de pièces, avec dix-sept ans de théâtre subventionné derrière lui, dont celles citées ci-dessous :
- 1984-1986 : Le Mahâbhârata, mise en scène Peter Brook, Festival d'Avignon
- 1987 : Une Lune pour les déshérités d'Eugene O'Neill, mise en scène Alain Françon, Festival d'Avignon
- 1988-1989 : Made in Britain de David Leland, mise en scène Stéphane Loic
- 1990-1991 : La Dame de chez Maxim de Georges Feydeau, mise en scène Alain Françon
- 1991 : Tableau d'une exécution et Le Jardin d'agrément d'Howard Barker et Catherine Zambon, mise en scène Simone Amouyal, Petit Odéon
- 1991 : Britannicus de Racine, mise en scène Alain Françon, Théâtre des Nuages de neige Annecy, Théâtre des Treize Vents
- 1993 : Désir sous les ormes d'Eugene O'Neill, mise en scène Matthias Langhoff
- 1994 : Pièces de guerre d'Edward Bond, mise en scène Alain Françon, Festival d'Avignon
- 1995 : Pièces de guerre d'Edward Bond, mise en scène Alain Françon, Odéon-Théâtre de l'Europe
- 1995 : Philoctète d'Heiner Müller, mise en scène Matthias Langhoff
- 1995 : La Mouette d'Anton Tchekhov, mise en scène Alain Françon, Espace Malraux Chambéry
- 1996 : La Mouette d'Anton Tchekhov, mise en scène Alain Françon, Théâtre de la Ville, Théâtre national de Strasbourg
- 1996 : Édouard II de Christopher Marlowe, mise en scène Alain Françon, Festival d'Avignon, Espace Malraux Chambéry, Odéon-Théâtre de l'Europe, tournée
- 1997 : Édouard II de Christopher Marlowe, mise en scène Alain Françon, Théâtre des Treize Vents, TNP Villeurbanne, Comédie de Reims, tournée
- 1997 : Les Petites Heures d'Eugène Durif, mise en scène Alain Françon, Théâtre national de la Colline, Théâtre national de Strasbourg
- 1998 : Surfeurs de Xavier Durringer, mise en scène de l'auteur, Festival d'Avignon
- 1999 : Surfeurs de Xavier Durringer, mise en scène de l'auteur, Théâtre national de la Colline
- 1999 : Le Chant du dire-dire de Daniel Danis, mise en scène Alain Françon, Théâtre national de la Colline
- 2000 : Café d'Edward Bond, mise en scène Alain Françon, Théâtre national de la Colline
- 2001 : La Promise de Xavier Durringer, mise en scène de l'auteur, Festival d'Avignon, La Coursive
- 2008 : L'Hôtel du libre échange de Georges Feydeau, mise en scène Alain Françon, Théâtre national de la Colline
- 2013 : La Contrebasse de Patrick Süskind, mise en scène Daniel Benoin, Théâtre National de Nice, tournée
- 2014 : La Contrebasse de Patrick Süskind, mise en scène Daniel Benoin, Petit Théâtre de Paris
- 2024 : Dans les yeux de Monet de Cyril Gély, mise en scène Tristan Petitgirard, théâtre de la Madeleine
- 2025 : Mur Mure de Lilou Fogli, mise en scène Jérémie Lippmann, théâtre de la Michodière

## Distinctions

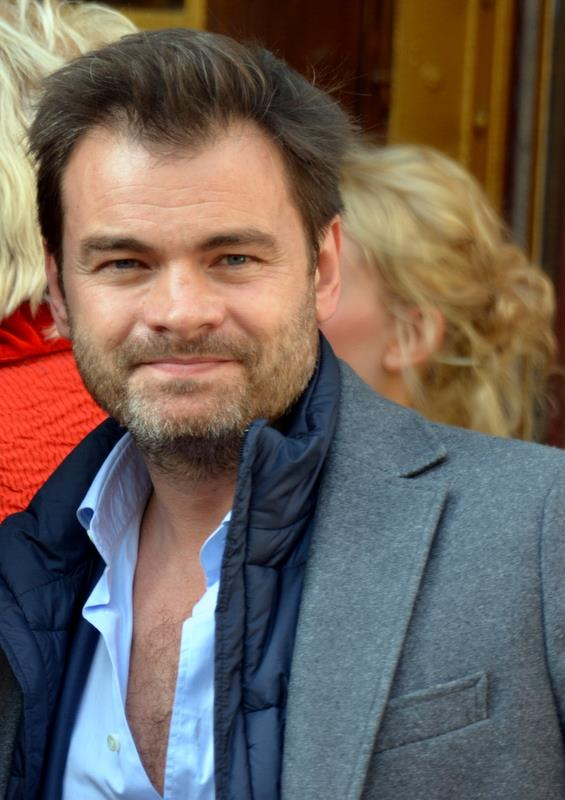
Clovis Cornillac à la cérémonie des Molières 2014.

### Récompenses
- Prix Jean-Gabin 2005
- César 2005 : César du meilleur acteur dans un second rôle masculin pour Mensonges et trahisons
- 2005 : 230 000 participants lui décernent le Prix ISC de la Jeunesse
- Festival du film d'aventures de Valenciennes 2006 : Prix Rémy Julienne
- Prix du public meilleur comédien « Héros du Cinéma » 2008
- Festival du film de Sarlat 2009 : Prix d'interprétation masculine pour La Sainte Victoire
- Prix Henri-Langlois 2010
- Festival de la fiction TV de La Rochelle 2011 : Prix de la meilleure interprétation masculine pour Mister Bob[23]
- Festival International du Film de Comédie de Liège 2019 : Crystal Comedy Award

### Nominations
- César 2000 : César du meilleur espoir masculin pour Karnaval
- César 2004 : César du meilleur acteur dans un second rôle pour À la petite semaine
- Molières 2008 : Molière du comédien pour L'Hôtel du libre échange
- Molières 2014 : Molière du comédien dans un spectacle de théâtre privé pour La Contrebasse
- César 2019 : César du meilleur acteur dans un second rôle pour Les Chatouilles
- Molières 2025 : Molière du comédien dans un spectacle de théâtre privé pour Dans les yeux de Monet

### Décorations
- Officier de l'ordre des Arts et des Lettres 4 janvier 2010 par le ministre de la culture Frédéric Mitterrand[20].
  - Chevalier en 2004, par le ministre de la culture Jean-Jacques Aillagon[4].